# Валенсия, Эдвин
Э́двин Арма́ндо Вале́нсия Родри́гес (исп. Edwin Armando Valencia Rodríguez; родился 29 марта 1985 года во Флориде, Колумбия) — колумбийский футболист, опорный полузащитник. Выступал за сборную Колумбии.

## Клубная карьера
Валенсия воспитанник клуба «Америка» из Кали. В 2004 году он дебютировал за команду в Кубке Мустанга. В 2007 году Эдвин перешёл в бразильский «Атлетико Паранаэнсе». В 2009 году он помог клубу выиграть Лигу Паранаэнсе и обратил на себя внимание более именитых клубов Бразилии. В 2010 году Валенсия подписал контракт с «Флуминенсе». 5 сентября в поединке против «Гуарани» он дебютировал за новую команду. В начале Эдвин не был футболистом основного состава и в основном появлялся на замену. В 2010 году он выдал целую серию удачных встреч и помог клубу выиграть чемпионат Бразилии. Вскоре травму получил Диого, основной конкурент Валенсии за место в основе, и Эдвин начал чаще появляться на поле. В 2012 году он помог Флумененсе сделать требл, выиграв чемпионат, Кубок Гуанабара и Лигу Кариока.
В начале 2015 года он перешёл в «Сантос». 1 марта в матче Лиги Паулисты против «Линенсе» Валенсия дебютировал за новую команду. В составе Сантоса Эдвин дважды выиграл Лигу Паулисту.
В январе 2017 года Валенсия вернулся на родину, присоединившись к «Атлетико Насьональ». 12 марта в матче против «Альянса Петролера» он дебютировал за новый клуб.

## Международная карьера
30 мая 2006 года в товарищеском матче против сборной Польши Валенсия дебютировал за сборную Колумбии.

## Достижения
Командные
 «Атлетико Паранаэнсе»
- Чемпион штата Парана — 2009

 «Флуминенсе»
- Чемпионат Бразилии по футболу (Серия A) — 2010
- Чемпионат Бразилии по футболу (Серия A) — 2012
- Чемпион штата Рио-де-Жанейро — 2012

 «Флуминенсе»
- Чемпион Лиги Паулиста — 2015
- Чемпион Лиги Паулиста — 2016